# Mi Zhu
En aquest nom xinès, el cognom és Mi.
Mi Zhu (mort el 221 EC) va ser un assessor del senyor de la guerra Liu Bei durant el període de la tardana Dinastia Han Oriental de la història xinesa. Va ser també el cunyat de Liu, puix la seva germana, la Dama Mi, es va casar amb Liu. Ell era el germà major de Mi Fang, que serví també a Liu Bei fins a la seva defecció al bàndol de Sun Quan en el 219. Mi Zhu morí d'una malaltia no gaire després de la Invasió de Lü Meng de la Província de Jing.

## Biografia
Un nadiu del Comtat de Qu (avui en dia Lianyungang, Jiangsu), Mi va néixer en una família molt rica de mercaders. Segons En Busca d'Allò Sobrenatural (搜神記) de Gan Bao (干竇), un treball principalment consistent de llegendes i enraonies, Mi hi va ser una vegada tornant a casa de la capital Luoyang quan es va encontrar una noia pel camí. Ell la va tractar amb bondat portant-la a cavall. Quan ella es va haver de baixar d'aquest, va revelar que ella era una emissària del Cel en una missió cremar la casa de Mi. Això no obstant, per recompensar la seva amabilitat, ella acordà de caminar lentament per així permetre a Mi el temps necessari per a evacuar la casa i traure les seves possessions. Un gran incendi va iniciar-se en efecte al migdia com la dama havia promès.
Llegendes a part, Mi va servir inicialment sota Tao Qian, governador de la Província de Xu (en l'actualitat el nord de Jiangsu). A la seva mort, Tao en passà la governació a Liu Bei, a qui Mi posteriorment va prestar els seus serveis.
En el 196, Lü Bu es va apoderar-hi de Xiapi, capital de la Província de Xu, i es va proclamar a si mateix el governador. Per tant, Liu Bei va ser forçat a exiliar-se, formant una sèrie d'aliances temporals amb diferents senyors de la guerra, incloent Cao Cao, Yuan Shao i Liu Biao. Tot i aquest moment dur en la carrera de Liu Bei, Mi es va mantenir lleial. Quan Liu va ser derrotat per Lü Bu, Mi patrocinà a Liu amb tota la riquesa de la seva família i també va casar aquest últim amb la seva germana menor. Cao Cao una vegada va tractar de seduir a Mi Zhu i Mi Fang perquè aquests el serviren, oferint-los les governacions de les Comandàncies Ying (al nord-oest de l'actual Laiwu, Shandong) i Pengcheng respectivament però va ser declinat l'oferiment, i els germans van fugir amb Liu Bei.
Després que Liu Bei conquerí la Província de Yi (avui en dia el Sichuan i Guizhou central) in 215, Mi Zhu va ser promogut a General que Manté Pau de Han (安漢將軍). Encara que no se li va donar tropes per comandar, ja que les maniobres militars no eren el seu fort, ell no obstant va ser un dels súbdits de Liu més apreciats.
En el 219, Mi Fang va fer defecció cap al bàndol de Sun Quan quan el general de Sun, Lü Meng, va llançar un atac sorpresa sobre la Província de Jing (avui en dia Hubei i Hunan), el qual va ocasionar la mort de Guan Yu. Mi Zhu es va lligar a si mateix i es va presentar davant de Liu Bei, declarant-se culpable pel crim del seu germà. Malgrat que Liu no el va culpar, Mi era tan avergonyit que aviat va caure malalt i va morir poc més d'un any després.